# Alberto Guerrero (Komponist)

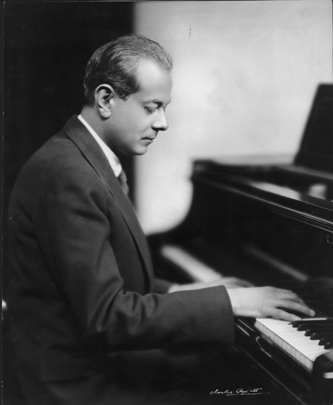
Alberto Guerrero in den 1930er Jahren

Antonio Alberto García Guerrero (* 6. Februar 1886 in La Serena, Chile; † 7. November 1959 in Toronto) war ein chilenisch-kanadischer Komponist, Pianist und Klavierlehrer. Er unterrichtete am Royal Conservatory of Music in Toronto, Kanada und ist vor allem als Klavierlehrer des weltberühmten kanadischen Pianisten Glenn Gould bekannt geworden.

## Tapping
Bei einer Anschlagstechnik, die Alberto Guerrero gelehrt hat, geht es darum, die Fingerspitzen zu sensibilisieren, indem der spielende Finger mit einem Finger der anderen Hand heruntergedrückt und dann wieder losgelassen wird. Es soll dabei das Gefühl entstehen, dass die Tasten hochgezogen werden, wobei das Zurückfedern der Taste die zentrale Rolle spielt. Es geht also mehr ums Loslassen der Taste. Das macht auch Sinn, was die Tondauern der einzelnen Töne zum Beispiel bei Gould betrifft und sein Spiel besonders auszeichnet. Jeder Ton steht für sich. Bei dieser Art des Tappings korrespondiert der Finger der anderen Hand, wenn er nach oben gezogen wird, das Ensemble nach oben zieht, mit dem Aufgewicht der jeweiligen Taste.

## Schüler
Als prominentes Mitglied der Musik-Kreise in Santiago und später des Toronto Conservatory of Music beeinflusste Guerrero Generationen von Studierenden in Chile, Kanada und darüber hinaus. Was folgt, ist lediglich eine Auswahl:

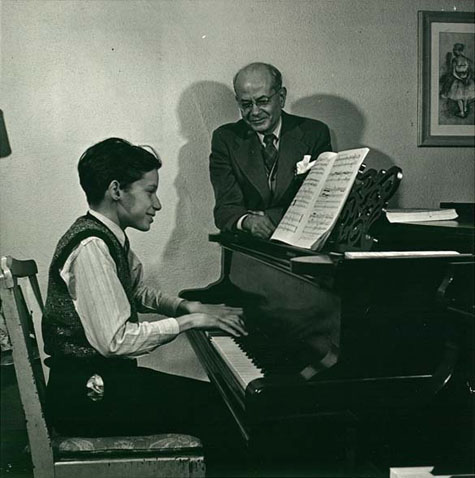
Glenn Gould (am Klavier) und Alberto Guerrero, 1947

- William Aide
- John Beckwith
- Helmut Blume
- Gwendoly Duchemin
- Ray Dudley
- Dorothy Sandler Flick
- Jeanette Fujarczuk
- Glenn Gould
- Myrtle Rose Guerrero
- Stuart Hamilton
- Paul Helmer
- Horace Lapp
- Edward Laufer
- Gordana Lazarevich
- Pierrette LePage
- Jean Lyons
- Edward Magee
- Ursula Malkin
- Bruce Mather
- John McIntyre
- Gordon McLean
- Gerald Moore
- Oskar Morawetz
- Arthur Ozolins
- George Ross
- Domingo Santa Cruz Wilson
- R. Murray Schafer
- Oleg Telizyn
- Malcolm Troup
- Neil Van Allen
- Rush Watson Henderson